# Fisioterapia veterinária
A fisioterapia tem evoluído para diversas áreas, desde o esporte até a veterinária. Sendo assim, quando aplicamos seus conceitos aos animais, temos a fisioterapia veterinária, que se iniciou nos equinos e hoje se estende para os animais de pequeno porte. Vale salientar que a Fisioterapia Veterinária é uma prática privativa do médico veterinário, pois somente ele tem condições de avaliar o animal em sua anatomia, biomecânica, fisiologia, patologia clínica e cirurgica (Lei 5.517 de 23 de outubro de 1.968), assim como a Fisioterapia Humana é atividade privativa do fisioterapeuta.

## Técnicas Utilizadas na Fisioterapia Veterinária
- Eletroterapia

Uso de correntes elétricas para aliviar a dor ou promover o fortalecimento muscular. Na medicina veterinária utilizamos principalmente as técnicas de TENS e Corrente Interferencial para aliviar a dor nos animais .
No caso de fortalecimento, podemos utilizar FES/NMES e corrente Russa. Estas técnicas tem grande auxílio em perdas de massa muscular, seja por problemas ortopédicos como cirurgias, ou neurológicos como animais com paralisias.
- Cinesioterapia

São alongamentos e exercícios terapêuticos. Essenciais no processo de reabilitação, as técnicas são adaptadas para a fisioterapia veterinária. Os exercícios podem ser ativos, quando o animal executa o movimento, ativos assistidos ou até mesmo passivos, quando o fisioterapeuta faz o movimento. É amplamente usado em animais com problemas ortopédicos e neurológicos, sendo que podemos usar bolas, pranchas, pistas, cones e outros acessórios para nos ajudar nos exercícios.
Exemplos:
1. Exercícios terapêuticos em cães na fisioterapia animal
2. Exercício Terapêutico em Bola
3. Exercício em Pista Proprioceptiva para Reabilitação de Hérnia de Disco
4. Alongamento e mobilização articular

- Laserterapia

“O LASER (Light Amplification by Stimulated Emission of Radiation – Amplificação da Luz por Emissão Estimulada de Radiação) é utilizado para o alívio da dor, em afecções agudas ou crônicas. Para efeitos terapêuticos o laser mais comumente utilizado é o infravermelho de arseneto de gálio (Ga-As 904 nm) ou de gálio-alumínio-arsênio (Ga-Al-As 830 nm). Muitos trabalhos são apresentados na intenção de chegar a um consenso sobre intensidade, tempo de exposição e local de aplicação, porém muitos não seguem padrões científicos aceitos para pesquisas clínicas.
O mecanismo de alívio da dor pela laserterapia ainda não esta totalmente elucidado, porém sabe-se que o laser diminui a velocidade de condução do nervo sensorial, tem ação anti-inflamatória local, influência sobre a inervação autônoma e estimula respostas neurohumorais (serotonina, norepinefrina) do trato descendente de inibição. Além disso, estimula direta ou indiretamente a liberação de endorfinas, diminui a síntese de prostaglandinas e a potencialização das bradicininas, evita a redução do limiar de excitabilidade dos receptores da dor, levando ao equilíbrio da condução nervosa.
A Laserterapia assim, é indicada para alívio de dor de diversas etiologias, como hérnias de disco, osteoartrose, contraturas musculares, compressões nervosas, dor neuropática, entre outros. O LASER é amplamente utilizado na reabilitação e seu uso deve ser feito por um profissional qualificado, que compreenda a dosificação e as ações fisiológicas desencadeadas por agente físico, maximizando seus efeitos.
O Laser tem efeito anti-inflamatório e analgésico. Promove ainda o aumento do metabolismo celular, e ajuda na cicatrização de feridas e promove a reparação tecidual. Pós operatórios ortopédicos e neurológicos são muito beneficiados pela laserterapia.
- Magnetoterapia

Campos magnéticos pulsáteis muito utilizados na fisioterapia veterinária. Dores agudas e crônicas, artroses e problemas de coluna são os mais beneficiados . Além disso tem efeitos de relaxamento geral e liberação de endorfinas, o que confere sedação e bem estar ao animal durante e após a sessão. A magnetoterapia pode ser utilizada em dores de coluna, além de ajudar no relaxamento do animal e ter um importante efeito anti-inflamatório.
- Ultra-som Terapêutico

O ultra-som, muito conhecido na fisioterapia humana, também pode ser aplicado nos animais . Ele é muito utilizado em pós-operatórios ortopédicos , tem efeitos anti-inflamatórios e ajuda na reparação tecidual. Promove a regeneração dos tecidos e efeitos benéficos em processos inflamatórios articulares como nas artroses.
- Massoterapia

A aplicação de massagem também é bastante duadoo na fisioterapia animal. O ciclo dor-tensão-dor é uma das grandes indicações das técnicas de massagem, principalmente em problemas de coluna, comuns na rotina clínica. A massoterapia resulta em diminuição de tensão muscular e consequente diminuição da dor, quebrando este ciclo. A Massoterapia é indicada em problemas de coluna, além de relaxamento geral. A massoterapia é o principal tratamento da dor miodascial em cães .
Além disso, a massagem aumenta o fluxo sanguíneo local, proporcionando uma melhor oxigenação e também retirada de resíduos metabólicos (aumenta drenagem venosa e linfática ), o que auxilia o retorno à função muscular e assim grande alívio. Este aumento na circulação leva também ao aumento da temperatura local e da elasticidade muscular, acelerando sua recuperação.
Em muitos casos, problemas musculares vêm associados à adesões e contraturas musculares (nódulos) que podem ser mobilizados e desfeitos com sessões de fisioterapia animal com massagem.
Por último,  a massoterapia libera endorfinas, o que confere um efeito relaxante natural à técnica, além de ser muito prazerosa.
- Hidroterapia

A hidroterapia consiste no uso da água como forma de tratamento, terapia. Para os animais normalmente as formas mais facilmente aplicáveis são a natação e a esteira aquática, porém também existem imersões terapêuticas, duchas, entre outros.[carece de fontes?] Hidroterapia é indicada para tratamento de problemas de coluna, atrofias musculares, fortalecimento dos membros e ainda como auxílio no emagrecimento. Esta técnica promove diversos efeitos benéficos nos animais, desde fisiológicos até  psicológicos. Tendo em vista que na água reduz-se o peso do animal e o impacto do exercício, obtém-se as vantagens desta terapia.
A terapia na água promove aumento na circulação, diminuição da dor, aumento da flexibilidade e mobilidade, fortalecimento de tônus muscular e ainda um grande incremento no equilíbrio, coordenação e manutenção de postura. Um animal paralisado dos membros posteriores, por exemplo, na água ganharia mobilidade e possibilidade de realizar diversos exercícios que em solo seriam impossíveis ou teriam um alto grau de dificuldade. Além disso, a água também funciona como um ótimo estímulo sensorial e proprioceptivo, e que complementa perfeitamente a terapia de nosso paciente.
A água aquecida, promove o relaxamento muscular e aumento de circulação, ajudando muito em contraturas, alívio de dor e relaxamento geral do animal. O exercício na água também permite a correção de posturas inadequadas, uso de membros atrofiados e fortalecimento muscular sem impacto em articulações.
Os efeitos psicológicos não podem ser descartados. O próprio alívio da dor já promove o bem estar e melhoria da qualidade de vida, mas com certeza a mobilidade que o animal ganha na água faz com que adquira a confiança e a independência muitas vezes necessária para voltar a andar. Em muitos casos, o animal tem medo de apoiar uma pata por trauma psicológico com a mesma, e na água perde este medo apoiando espontaneamente.
Por fim, a hidroterapia pode ser usada como um artifício para promover o emagrecimento e fitness do animal. A perda de calorias é considerável, um programa de emagrecimento e fortalecimento tem grandes avanços utilizando-se a água
- Crioterapia

É o uso de gelo( ou resfriamento controlado) como um agente para auxiliar no controle da inflamação, dor entre outros. O gelo é  eficaz e recomendado no tratamento de lesões músculo-esqueléticas agudas.O objetivo principal é a minimização de sequelas relacionadas à lesão como dor, edema, hemorragia, espasmos musculares e reduzir a injúria secundária.
Aplicações de curta duração sobre o músculo facilitam a atividade muscular e produzem uma excitação do mesmo. Se fazem aplicações curtas e repetidas, obtêm-se um efeito de aumento do tônus muscular, enquanto que com aplicações longas se produz a sua diminuição. Ajuda também ao controlo do espasmo muscular.
Sobre os nervos, aplicações curtas são excitantes, enquanto que as longas produzem anestesia na zona da aplicação, reduzindo a condutividade nervosa e provocando uma sensação de diminuição da dor.
A nível da pele, diminui a temperatura superficial. E a nível do sistema respiratório, aumenta a frequência respiratória.
Existem uma série situações em que a aplicação de frio é contra-indicada:
1. Animais com hipotermia, ou seja, com a temperatura corporal mais baixa que o normal.
2. Animais que apresentem hipersensibilidade ou reações alérgicas (como urticárias) ao aplicar frio.
3. Animais com problemas de termorregulação.
4. Áreas com: déficit sensorial ou lesão de nervos periféricos; compromisso vascular; previamente queimadas pelo frio.
5. Feridas abertas, profundas ou infetadas.
6. Animais muito jovens, de tamanho pequeno, muito velhos ou debilitados.

Aplicação
O frio pode ser aplicado desde o momento que se produz a lesão ou intervenção, e não deve ultrapassar os 20 minutos de tratamento, uma vez que aplicações longas dificultam a contração muscular (morte celular) e aumentam o espasmo em casos de espasticidade, podendo chegar a produzir convulsões.
É necessário controlar, em todos os momentos, a pele do animal. No caso da pele estar muito branca ou pálida, deve parar-se o tratamento.
Coloque sempre uma toalha entre o animal e o gelo. Nunca o aplique diretamente por risco de provocar queimaduras na pele.
Por vezes é difícil aguentar a bolsa de frio sobre o cão sem que este se mova. Existem cintos de neopreno ideais para este fim e outros suportes especiais para os joelhos e outras articulações.
```
OBS: 
Essas são apenas algumas técnicas, pois há existência de várias outras técnicas já sendo utilizadas nos animais atualmente
[
5
]
.
```